# Roadbook
Pour les articles homonymes, voir Roadbook Media.
Un roadbook (de l'anglais « livre de route ») est un document annoté et illustré de diagrammes utilisé pour la navigation terrestre sur routes et chemins, typiquement par les copilotes de rallye automobile.

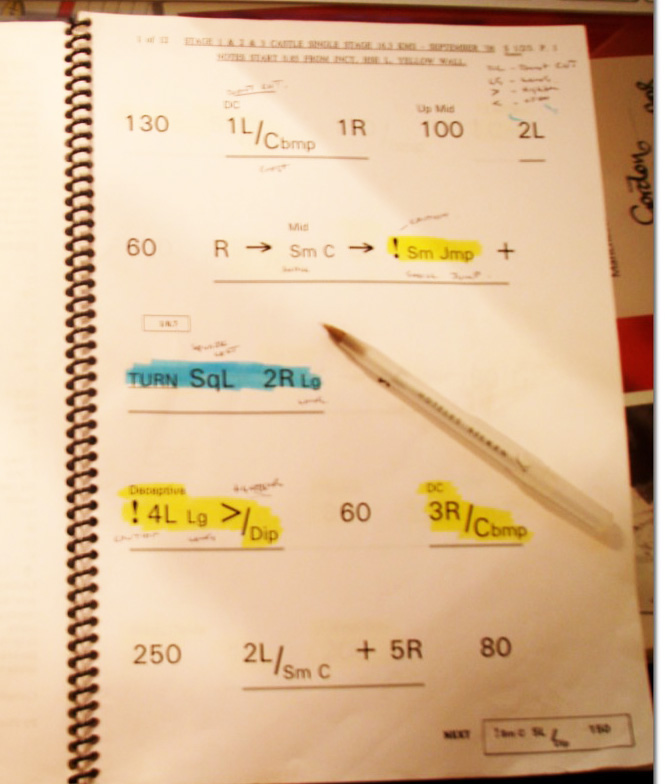
Un exemple de roadbook papier.

Le roadbook est destiné à être utilisé avec des appareils de navigation, comme un compas (boussole) ou un GPS.

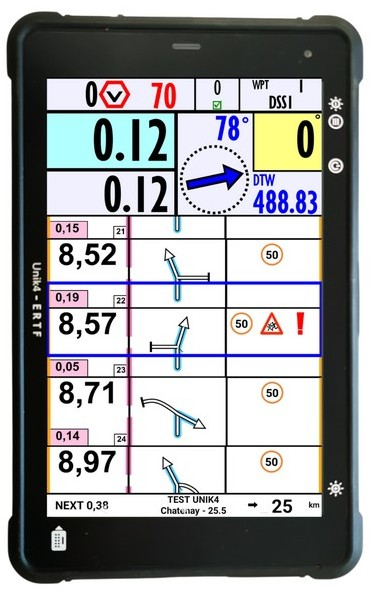
Exemple de roadbook électronique

Il indique au copilote les instructions de navigation à transmettre au pilote : vitesse, angle, type de revêtement, rapport de boite...
Il existe également une version digitale, le roadbook électronique, où les notes sur papier (sous forme de carnets pour les autos et camions, et en dérouleur pour les motos et quads) sont remplacés par l'affichage sur une tablette.
Les parcours sont entrés dans des logiciels spécialisés pour être ensuite intégrés dans les différentes applications de navigation, afin de fournir aux pilotes et co-pilotes des indications sur le parcours à suivre.